# Villacarriedo
Villacarriedo é um município da Espanha na comarca e mancomunidade dos Vales Pasiegos, província e comunidade autónoma da Cantábria. Tem 50,7 km² de área e em 2021 tinha 1 625 habitantes (densidade: 32,1 hab./km²).

## Demografia
| Variação demográfica do município entre 1991 e 2004 [carece de fontes?] | Variação demográfica do município entre 1991 e 2004 [carece de fontes?] | Variação demográfica do município entre 1991 e 2004 [carece de fontes?] | Variação demográfica do município entre 1991 e 2004 [carece de fontes?] |
| ----------------------------------------------------------------------- | ----------------------------------------------------------------------- | ----------------------------------------------------------------------- | ----------------------------------------------------------------------- |
| 1991                                                                    | 1996                                                                    | 2001                                                                    | 2004                                                                    |
| 2132                                                                    | 1804                                                                    | 1755                                                                    | 1724                                                                    |